# ГЕС Дабу
ГЕС Дабу (大埔水电站) — гідроелектростанція на півдні Китаю у провінції Гуансі. Знаходячись після ГЕС Гудінг, становить нижній ступінь каскаду на річці Rongjiang, лівій твірній Liujiang, яка впадає ліворуч до основної течії річкової системи Сіцзян (завершується в затоці Південно-Китайського моря між Гуанчжоу та Гонконгом) на межі ділянок Hongshui та Qian. При цьому нижче по сточищу на Liujiang прцює ГЕС Hónghuā.
В межах проекту річку перекрили комбінованою греблею висотою 35 метрів та довжиною 820 метрів, яка включає центральну бетонну секцію та прилягаючі обабіч земляні ділянки. Гребля утримує водосховище з площею поверхні 23,2 км2 та об'ємом 548 млн м3, в якому припустиме коливанням рівня поверхні між позначками 92 та 102,3 метра НРМ (останній показник досягається лише під час повені, тоді як в операційному режимі максимальний рівень не повинен перевищувати 93 метра НРМ). У складі комплексу наявний судноплавний шлюз із розмірами камери 80х8 метрів.
Інтегрований у греблю машинний зал обладнали трьома бульбовими турбінами потужністю по 30 МВт, які використовують напір у 10,5 метра та забезпечують виробництво 460 млн кВт-год електроенергії на рік.
Видача продукції відбувається по ЛЕП, розрахованій на роботу під напругою 110 кВ.